# El mar y la serpiente
El mar y la serpiente es la primera novela de la escritora argentina Paula Bombara. En ella se narra en primera persona la experiencia de una niña pequeña cuyos padres son secuestrados por la dictadura argentina. Los adultos que rodean a la protagonista se esfuerzan por protegerla de la realidad, pero así le impiden -involuntariamente- comprender y superar la súbita e inexplicable pérdida. Al crecer, la protagonista accede a la verdad sobre su propia historia, y es solo entonces cuando puede comenzar a aceptarla. 
El conciso lenguaje de la autora, que observa los hechos sin agregar comentarios o excesivas explicaciones, resulta potente y brinda gran fuerza e inmediatez a los eventos relatados.
En 2006, El mar y la serpiente recibió una mención especial dentro de la selección White Ravens a los libros destacados de 2005 que realiza la Biblioteca Internacional de la Juventud de Múnich.